# Apple Developer
Apple Developer (anciennement Apple Developer Connection) est un programme et une plateforme mis en place par Apple pour fournir aux développeurs les outils, ressources et documentations nécessaires à la création d’applications et de logiciels pour les systèmes d’exploitation de la marque, notamment iOS, iPadOS, macOS, watchOS, tvOS et visionOS. Le site héberge aussi les Apple Developer Forums. Ce programme permet aux développeurs d’accéder aux kits de développement (SDK), à des environnements de test ainsi qu’à des services avancés pour distribuer leurs applications via l’App Store.
Les applications sont créées dans Xcode, ou parfois à l'aide d'autres programmes tiers pris en charge. Les applications sont ensuite soumises sur l’App Store Connect (anciennement iTunes Connect), pour approbation par l'équipe d'évaluation interne. Une fois approuvées, elles peuvent être distribuées publiquement via les magasins d'applications respectifs. Les applications macOS constituent une exception notable à cette règle, car elles peuvent être distribuées de la même manière via le Mac App Store d'Apple ou indépendamment sur le web.

## Historique
Le programme Apple Developer trouve ses origines dans les initiatives de développement d’Apple visant à soutenir les créateurs de logiciels pour le Macintosh. Il a progressivement évolué pour inclure les plateformes mobiles avec l’introduction de l’App Store en 2008. Depuis, Apple n’a cessé d’améliorer ses outils et services à destination des développeurs, notamment avec le lancement du langage Swift en 2014 et des mises à jour régulières des environnements de développement.

### Attaque de juillet 2013
Le 18 juillet 2013, Apple a été contraint de mettre hors ligne son portail Apple Developer après une intrusion visant à voler des informations sensibles. Initialement, les développeurs pensaient qu’il s’agissait d’un problème technique, mais Apple a confirmé par la suite qu’un « intrus » avait tenté d’accéder aux données de 275 000 développeurs enregistrés, notamment leurs noms, adresses e-mail et postales,.
L’auteur de cette intrusion, Ibrahim Balic, un chercheur en sécurité turc, a revendiqué l’attaque en affirmant qu’il voulait uniquement démontrer une faille dans le système. Il aurait découvert treize vulnérabilités et les aurait signalées à Apple juste avant que le site ne soit mis hors ligne. Cependant, son approche a été controversée car il a publié une vidéo YouTube montrant des données sensibles de développeurs sans les masquer, ce qui a renforcé l’idée d’un piratage malveillant.
En réponse, Apple a réagi rapidement en fermant le portail, en lançant une refonte complète de ses systèmes et en mettant à jour ses serveurs et bases de données. L’entreprise a assuré que les données bancaires et autres informations sensibles étaient chiffrées et n’avaient pas été compromises.

## Apple Developper Academy
L’Apple Developer Academy est un programme de formation gratuit destiné aux futurs développeurs professionnels. Il propose un curriculum, permettant aux étudiants d’apprendre à coder, à concevoir des applications et à améliorer leurs compétences en collaboration et présentation. Selon le programme, la formation dure entre 30 jours et 2 ans. Les participants développent plusieurs applications en identifiant des problèmes au sein de leur communauté et en créant des solutions numériques qui améliorent la vie des utilisateurs,,.
L'Apple Developer Academy est présente dans plusieurs pays : Brésil, Indonésie, Italie, États-Unis, Corée du Sud, Arabie Saoudite.

## Tutoriels
Apple fournit des tutoriels gratuits et un guide d'assistance pour son programme de développement sur son site web ainsi que sur leur chaine YouTube.
Apple propose également de nombreuses conférences de développement en ligne ainsi qu'en présentiel.